# Twisted (película)
Twisted es una película de 2001 dirigida por Greg Petusky y Johnny Wu.

## Elenco
- Jim Auyeung como Jin Liu.
- Sean Faris como Fernando Castillo.
- Jake Agregado como Embajador Kuo-Zhi Lee.
- John Akagi como Eryi Liu.
- Ellen Friedman como Maria Castillo.
- Karen Gabay como Wenping Liu.
- Cynthia Chiang como Ling Liu.
- Gary Yano como Ren-Sing Chen.
- Cindy Yu como Ji-Zhe Zhang.